# Gerhard auf dem Keller
Gerhard auf dem Keller, Schreibweise auch aufn Keller, aufm Keller, uffm Keller, ufm Keller sowie Keller von Cleve, (* 1604; † 1675) war ein deutscher Offizier in schwedischen Diensten und später Kommandant des Stadtmilitärs von Bremen. Johann Focke bezeichnete ihn als „den bekanntesten unter den alten bremischen Offizieren“.

## Leben
Über die Herkunft von Gerhard auf dem Keller ist wenig bekannt, möglicherweise stammt er aus Kleve, da er auch als Keller von Cleve bezeichnet wurde. Er war evangelisch-reformiert und diente als junger Offizier während des Dreißigjährigen Krieges im Leibregiment des schwedischen Generals Lennart Torstensson. Am 1. Juni 1644 kam er als Nachfolger von Ludwig Sarrazin als Befehlshaber des Stadtmilitärs in bremische Dienste, zunächst im Range eines Oberstleutnants, später eines Obersts. Gerhard auf dem Keller war mit Anna Maria Busch (1614–1679) verheiratet. Seine Tochter Katharina Margaretha (1645–1721) heiratete 1693 den hessischen Vizekanzler in Marburg Hermann von Vultejus (1634–1723).
In Friedenszeiten kommandierte auf dem Keller als oberster Offizier des Stadtmilitärs 500 bis 600 Mann Berufssoldaten, in Zeiten von äußeren Bedrohungen wurde die Stärke des Regiments jedoch deutlich erhöht – verstärkt wurde die Truppe in Kriegszeiten durch die Bürgerkompanien und die Schützenkompanie, die direkt dem Rat unterstanden. In die Dienstzeit von Gerhard auf dem Keller fielen zwei für Bremen bedeutsame kriegerischen Konflikte, die die Stadt zur Verteidigung ihrer Selbstständigkeit gegen das Königreich Schweden führte, das Bremens Status als Freie Reichsstadt nicht anerkannte.
Der Erste Bremisch-Schwedische Krieg
Während des Ersten Bremisch-Schwedischen Krieg 1654 wurde auf dem Keller zum Stadtkommandant Bremens ernannt. Unter seinem Befehl standen während dieser Zeit über 3000 Mann. Als Kriegsräte unterstanden ihm Oberst Balthasar und Oberstleutnant Scharnhorst. Im wechselvollen Verlauf des Konfliktes gelang es auf dem Keller mit der relativ kleinen Bremer Garnison gegen Hans Christoph von Königsmarcks Truppen zu bestehen, bis Ende des Jahres mit dem Ersten Stader Vergleich ein Waffenstillstand geschlossen wurde.
Der Zweite Bremisch-Schwedische Krieg
Als Schweden einige Jahre später im Zweiten Bremisch-Schwedischen Krieg 1666 unter Feldmarschall Carl Gustav Wrangel einen neuen Versuch unternahm, Bremen in sein Territorium einzugliedern, war auf dem Keller abermals mit der Verteidigung der Stadt betreut. Ihm unterstanden bei dieser Gelegenheit 1500 Mann, 240 davon gehörten zu seinem Leibregiment. Ursprünglich sollte der fürstlich-lüneburgischen Generalfeldzeugmeister Heinrich von Uffeln neuer Stadtkommandant Bremens werden, er wurde jedoch von den Schweden gefangen genommen, als er versuchte in die Stadt zu gelangen. Am 8. Oktober 1666 wurde auf dem Keller zum Vorsitzenden des städtischen Kriegsrates ernannt, der aus allen höheren Offizieren des Stadtmiltärs und vier Mitgliedern des Rates bestand. Nach der vergeblichen schwedischen Belagerung der Stadt konnte Bremen seine Unabhängigkeit bewahren und den Konflikt mit Schweden im Frieden von Habenhausen beilegen.
Auf Grund seines langjährigen verdienstvollen Einsatzes, genoss Gerhard auf dem Keller zeitlebens hohes Ansehen in der Stadt. Am 19. August 1672 trat der inzwischen gebrechlich gewordene Oberst in den Ruhestand und übergab den Posten des Kommandanten an Johann Albrecht Freyse. Auf dem Keller bezog in der Folge 700 Taler Pension. Er verstarb im Jahr 1675.